# Sŏsŏng-guyŏk
Sŏsŏng-guyŏk (koreanska: 서성구역) är en kommun i Nordkorea.   Den ligger i provinsen Pyongyang, i den sydvästra delen av landet. Huvudstaden Pyongyang ligger i Sŏsŏng-guyŏk.